# 파나소닉 루믹스 DMC-GF5
파나소닉 루믹스 DMC-GF5(Panasonic Lumix DMC-GF5)는 마이크로 포서즈 시스템(MFT) 디자인 표준을 따르는 파나소닉 루믹스 G 시리즈의 아홉 번째 카메라이다.

## 같이 보기
- 파나소닉 루믹스 DMC-GF1
- 파나소닉 루믹스 DMC-GF2
- 파나소닉 루믹스 DMC-GF3